# Walter Leiske
Walter Leiske (* 7. Februar 1889 in Berlin; † 22. Oktober 1971 in Frankfurt am Main) war ein deutscher Politiker der CDU.

## Leben und Beruf

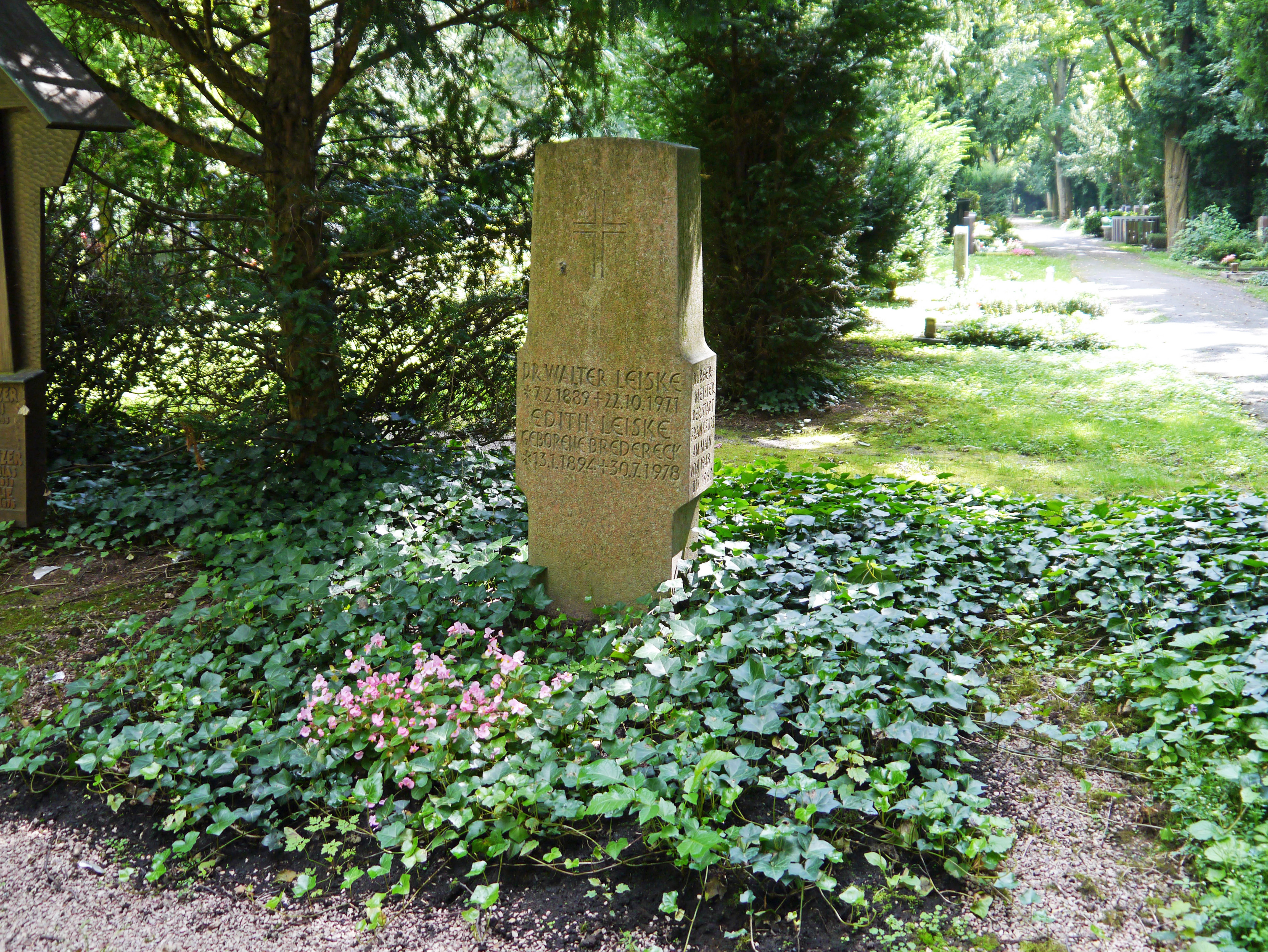
Das Grab von Walter und Edith Leiske auf dem Bockenheimer Friedhof

Nach dem Abitur studierte Leiske, der evangelischen Glaubens war, in Berlin Rechts- und Staatswissenschaften. 1914 wurde er zum Doktor der Staatswissenschaft promoviert. Von 1916 bis 1920 war er beim Preußischen und beim Deutschen Städtetag tätig.
Von 1920 bis 1925 war Leiske Senator in Wilhelmshaven. Anschließend arbeitete er als hauptamtlicher Stadtrat in Leipzig, wo er 1934 aus politischen Gründen entlassen wurde. Er ging in seine Geburtsstadt Berlin zurück und war dort bis 1946 als Wirtschaftstreuhänder tätig. 1947 wurde er Hauptgeschäftsführer der Industrie- und Handelskammer Frankfurt am Main, bevor er ein Jahr später dort unter Oberbürgermeister Walter Kolb als Nachfolger von Eugen Helfrich zum Bürgermeister gewählt wurde (bis 1960). Er vertrat im Magistrat der Stadt das Amt für Wirtschaftsförderung.
Leiske gehörte dem Kuratorium der 1959 gegründeten Deutsch-Israelischen Studiengruppe an der Goethe-Universität Frankfurt an, die sich in Frankfurt für die NS-Aufarbeitung, gegen den Antisemitismus und für die Annäherung mit Israel engagierte.
Leiske ist auf dem Friedhof Bockenheim begraben. Nach ihm ist die Walter-Leiske-Straße in Frankfurt am Main benannt.

## Abgeordneter
Leiske gehörte dem Deutschen Bundestag von 1953 bis 1961 an. Er vertrat den Wahlkreis Frankfurt am Main II im Parlament.